# SAR Gavia (BS-15)
El buque de salvamento SAR Gavia (BS-15) es un remolcador de altura de la Sociedad de Salvamento y Seguridad Marítima. Fue botado en los astilleros de la  Unión Naval de Valencia  en Valencia el  5 de julio  de 2010.

## El buque
A mediados de los años 2000, la Sociedad de Salvamento y Seguridad Marítima apuntó la necesidad de sustituir a la vetusta flota de buques contratados, por nuevos remolcadores en propiedad. Dentro del Plan Nacional de Salvamento para el periodo 2006-2009, se trazaron las directrices para la adquisición de siete nuevos remolcadores de entre 50 y 60 toneladas de tiro. Se presentó un concurso público para la adquisición de las primeras cuatro embarcaciones, con un presupuesto de 42 millones de euros.
El 12 de mayo de 2006, el Consejo de Ministros autorizó al Ministerio de Fomento a contratar el suministro de los primeros buques remolcadores, seleccionándose la oferta del proyecto B.31.14.06, presentado por la Unión Naval de Valencia. Este proyecto fue posteriormente denominado por la empresa como Tug Series UNV 660 SD, de los que se construyeron los 4 primeros buques, por un total de 40,92 millones de euros. Estas unidades fueron fabricadas en los astilleros que la empresa posee en el Puerto de Valencia.
Las dos primeras unidades, las María de Maeztu y María Zambrano, se botaron el 26 de octubre de 2007. La tercera unidad, la María Pita se botó el 19 de enero de 2008, en un acto que fue presidido por la que en aquel momento eraVicepresidenta Primera del Gobierno de España, María Teresa Fernández de la Vega. La última embarcación de esta primera serie, la Marta Mata fue botada el 23 de mayo de 2008.
El 7 de febrero de 2008 se autorizó la contratación 3 unidades adicionales, completando las 7 previstas en el Plan Nacional de Salvamento. Estas 3 unidades del segundo bloque de construcción costaron un total de 37,8 millones de euros.
El 24 de junio de 2010 se realizó la botadura del primero de estos tres remolcadores, el quinto del total de siete unidades, bautizado como SAR Mastelero. Entró en servicio el 7 de enero de 2011 siendo basado en la zona del Mar de Alborán, y sustituyendo al buque remolcador Remolcanosa V.
La sexta unidad, el SAR Gavia, se botó el 5 de julio de 2010, siendo asignado para la costa de Galicia, sustituyendo al buque remolcador Ibaizábal I. La última unidad para Salvamento Marítimo, el SAR Mesana, fue botada el 7 de septiembre de 2010, siendo asignado para la zona de Levante, sustituyendo al buque remolcador V.B. Antártico.

### Buques de la clase
- María de Maeztu
- María Zambrano
- María Pita
- Marta Mata
- SAR Mastelero
- SAR Gavia
- SAR Mesana

- Datos: Q6116088